# Francesca Jones
Francesca Jones (nació el 19 de septiembre de 2000) es una tenista británica.
Jones tiene un ranking de individuales WTA más alto de su carrera, No. 149, logrado el 21 de febrero de 2022. También tiene un ranking WTA más alto de su carrera, No. 542 en dobles, logrado el 22 de febrero de 2021.